# カウンターターン
カウンターターン（英語: Counter turn）とは、フィギュアスケートで行われる片足ターンの一種である。

## 技術

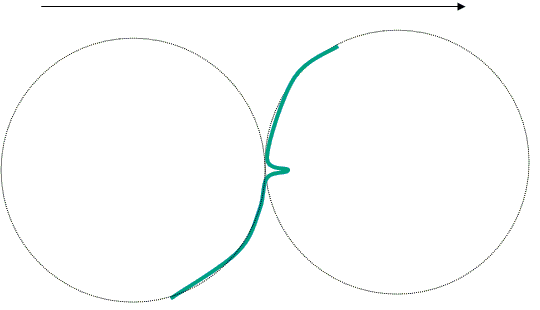
カウンターターンのダイアグラム（進行経路の図式）

カウンターターンはスリーターンやブラケットとは異なり、ターンの前後でエッジの向きが変わらず、カーブの方向が逆になるため、軌道がS字を描いているように見える。また、ターン前の軌道の方向とターンの回転方向も逆である。(ロッカーターンは同じ方向である)
例えば、右図で言うと、左足のフォアアウトエッジで開始する場合、左側の緑色の弧から始まって、中央のくぼみでエッジはそのままに、時計回りにターンを行い、左足のバックアウトサイドエッジに乗り、右側の弧に乗り換える。
カウンターターンは全部で8通りある。
- 足が右足か左足か (R or L)
- 進行方向が前か後ろか (F or B)
- 開始のエッジがインエッジかアウトエッジか (I or O)

2x2x2=8通り
試合においては、羽生結弦が3回転アクセルの入りに左足のバックアウトカウンターを用いていることが多い。